# Antitrygodes parvimacula
Antitrygodes parvimacula är en fjärilsart som beskrevs av W. Warren 1896. Antitrygodes parvimacula ingår i släktet Antitrygodes och familjen mätare. Inga underarter finns listade i Catalogue of Life.